# Sigrid Combüchen
Sigrid Combüchen, née le 16 janvier 1940 à Solingen, en Allemagne, est une écrivaine et journaliste suédoise.

## Distinctions
Elle obtient le prix Dobloug en 1990, le grand prix des Neuf en 1999 et le prix August en 2010.

## Œuvres traduites en français
- Byron à la folie [« Byron : en roman »], trad. d’Elena Balzamo, Arles, France, Actes Sud, coll. « Lettres scandinaves », 1993, 541 p.  (ISBN 2-86869-944-8)